# Elise Tamaëla
Elise Tamaëla (ur. 22 stycznia 1984) − holenderska tenisistka.
W swojej dotychczasowej karierze wygrała osiem turniejów cyklu ITF w grze singlowej i dziewięć w deblowej. 
Najwyżej sklasyfikowana w lutym 2007, na 129. miejscu rankingu WTA.

## Kariera
W zawodowych meczach zadebiutowała w czerwcu 1999 roku, biorąc udział jako lucky loser (szczęśliwy przegrany) w niewielkim turnieju ITF, w holenderskim Velp. Po tym pierwszym kontakcie miała rok przerwy i wróciła na korty w 2001 roku. Największe jej osiągnięcia z tego roku to dwa ćwierćfinały w grze pojedynczej. W czerwcu 2002 roku otrzymała dziką kartę do udziału w turnieju WTA, Ordina Open, w holenderskim ’s-Hertogenbosch, ale przegrała w pierwszej rundzie i odpadła z turnieju. W 2003 roku wygrała swoje pierwsze turnieje rangi ITF i to zarówno w grze pojedynczej, jak i podwójnej. Wygrała także swój pierwszy mecz w rozgrywkach cyklu WTA, pokonując w pierwszej rundzie turnieju Pattaya Open tenisistkę z Francji, Séverine Beltrame.
Od 2004 roku bierze udział w kwalifikacjach do turniejów Wielkiego Szlema, lecz nigdy nie udało jej się awansować do turnieju głównego. Pokonała jednak w nich szereg zawodniczek wyżej notowanych, między innymi: Anastasiję Rodionową, Meilen Tu i Sandrę Kleinovą.
W latach 2003–2007 reprezentowała swój kraj w rozgrywkach Pucharu Federacji.

## Wygrane turnieje rangi ITF
| turnieje z pulą nagród 100 000 $ |
| turnieje z pulą nagród 75 000 $  |
| turnieje z pulą nagród 50 000 $  |
| turnieje z pulą nagród 25 000 $  |
| turnieje z pulą nagród 15 000 $  |
| turnieje z pulą nagród 10 000 $  |

### Gra pojedyncza
|    | Data       | Turniej       | Kat. | ($)    | Naw.   | Finalistka            | Wynik         |
| 1. | 04/05/2003 | Bournemouth   | ITF  | 10 000 | ziemna | Astrid Warenes-Garcia | 6:1, 6:1      |
| 2. | 11/05/2003 | Edynburg      | ITF  | 10 000 | ziemna | Jane O'Donoghue       | 6:3, 6:3      |
| 3. | 30/11/2003 | Mount Gambier | ITF  | 25 000 | twarda | Jeon Mi-Ra            | 5:7, 7:6, 6:1 |
| 4. | 12/02/2006 | Sunderland    | ITF  | 25 000 | twarda | Anne Keothavong       | 7:6, 6:3      |
| 5. | 19/02/2006 | Sztokholm     | ITF  | 25 000 | twarda | Virginie Pichet       | 6:3, 3:6, 6:2 |
| 6. | 18/03/2006 | Fuerteventura | ITF  | 25 000 | twarda | Aravane Rezaï         | 6:3, 3:6, 6:3 |
| 7. | 04/02/2007 | Londyn        | ITF  | 25 000 | twarda | Maret Ani             | 6:2, 6:7, 7:6 |
| 8. | 31/10/2009 | Monastyr      | ITF  | 10 000 | twarda | Ons Jabeur            | 6:2, 6:2      |